# 랄프 다렌도르프

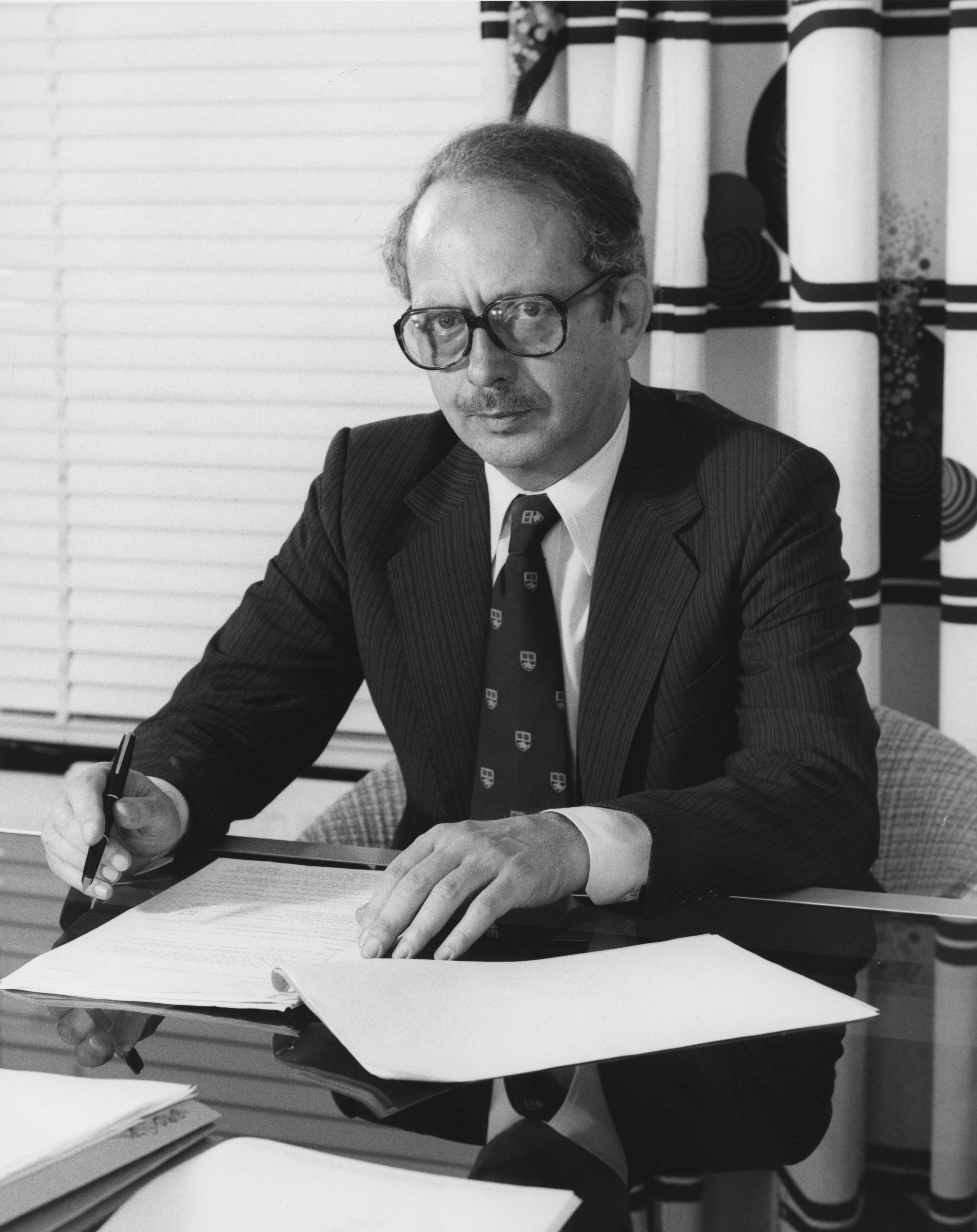

랄프 다렌도르프(Ralf Dahrendorf, 1929년 5월 1일 ~ 2009년 6월 17일)는 영국계 독일인 사회학자, 철학자, 정치학자, 정치인이다. 계층갈등이론주의자인 다렌도르프는 현대 사회의 계층 부문을 설명하고 분석하는 주도적인 전문가이다. Class Conflict in Industrial Society (1959), Essays in the Theory of Society (1968). 등 여러 기사와 책을 썼다.